# Золотницький Ілля Михайлович
Ілля Михайлович Золотницький (22 липня 1870, м. Полтавщина — 5 листопада 1930, Варшава) — полковник Армії УНР, Товариш Міністра юстиції УНР, голова Вищого Військового суду.

## Життєпис
Народився 22 липня 1870 року на Полтавщині. Закінчив юридичний факультет Київського Університету св.Володимира. 
1 серпня 1896 року розпочав службу у відомстві Міністерства юстиції Російської Держави де займав різні посади: товариша прокурора, судового слідчого в особливо важливих справах і товариша голови Вінницького Окружного Суду до 3 квітня 1918 року, де перейшов на службу Українській Державі. За свою 22 річну службу дістав ранг "світського совітника" і був нагороджений орденом св. Володимира.
На службі в Українській Державі займає посаду у відомствах Військового Міністерства, по судовій частині, в кінці посаду Голови Вищого Військового Суду, де підвищений до рангу полковника. Пізніше переходить до Міністерства Юстиції, де по черзі займає посади Керівника Головним Управлінням місць замкнення й Товариша Міністра Юстиції з 16 червня 1920 року. 
Після поразки УНР мешкає в Польщі.

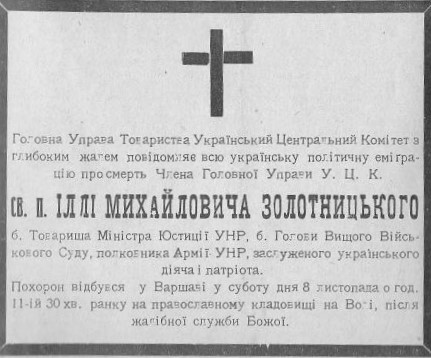
Повідомлення про похорон Іллі Золотницького.

В 1923 році Золотницький стає до громадської праці. Бере участь у скликанні 1-го З'їзду Української Еміграції в Польщі, де обраний до складу Українського Центрального Комітету. Працює у різних українських емігрантських організаціях в Варшаві, таких як у Правничому Товаристві, Українському Клубі та Товаристві ім. С. Петлюри. 
В кінці грудня 1928 року відбувається 2-й З'їзд Української Еміграції в Польщі який обирає Іллю Золотницького до керуючого і репрезентативного органу - Головної Управи Українського Центрального Комітету.
Помирає 5 листопада 1930 року.
Похований 8 листопада 1930 року о 11:30 ранку на цвітнарі Воля у Варшаві.